# Hamlet (film, 1921)
Pour les articles homonymes, voir Hamlet (homonymie).
Pour plus de détails, voir Fiche technique et Distribution.
Hamlet est un film allemand réalisé par Svend Gade et Heinz Schall, sorti en 1921.

## Résumé
La reine Gertrude de Danemark accouche d'une fille mais lorsqu'elle apprend que le roi a été tué dans la guerre avec le Norvège, elle annonce qu'elle a donné naissance à un garçon nommé Hamlet, car seuls les hommes peuvent hériter de la couronne. Puis, au grand étonnement de la reine, le roi revient vivant à la maison. Ils décident qu'ils ne peuvent pas revenir sur la proclamation de la reine et élèvent Hamlet comme un garçon. Le jeune prince grandit alors de façon solitaire et fréquente l'université de Wittenberg. Hamlet, mélancolique, regarde par la fenêtre les gens qui socialisent et finit par rencontrer Horatio avec qui il devient ami.
Pendant ce temps, le frère du roi, Claudius, tue ce dernier avec un serpent venimeux et hérite de la couronne. Hamlet rentre chez lui et est indigné de constater que Claudius et Gertrude ne pleurent pas son père mais célèbrent plutôt leur prochain mariage. Hamlet parle au jardinier qui a trouvé le corps du roi, qui révèle qu'il y avait un serpent du donjon du château à proximité. Hamlet enquête sur le donjon et trouve le poignard de Claudius. Le prince décide d'enquêter plus avant et de feindre la folie pour que Claudius ne le considère pas comme une menace. Agissant comme un fou, Hamlet sculpte une fausse couronne pour Claudius, puis la fait disparaître avec un tour de passe-passe.
Plus tard, Horatio est allongé, la tête sur les genoux d'Hamlet. Horatio révèle qu'il est attiré par la noble Ophélie et Hamlet devient jaloux et décide d'aller courtiser Ophélie. Hamlet caresse Ophélie et lui embrasse les doigts et le bras. Les sentiments antagonistes d'Hamlet envers Ophélie se manifestent et le prince la repousse en personne et écrit une lettre la traitant d'engourdissement. En rêve, Hamlet voit son père l'exhorter à le venger mais n'a cependant pas la volonté de tuer et envisage plutôt le suicide. Changeant d'idée, il va enquêter pour voir si son oncle est coupable. Hamlet demande à une troupe d'acteurs de jouer une pièce dans laquelle le frère d'un roi tue le roi. Lorsque Claudius arrête la représentation mal à l'aise, Hamlet est convaincu de son crime et coure dans la chambre de Claudius avec une épée. Mais Hamlet trouve Claudius en train de prier et décide de ne pas le tuer. Plus tard, Hamlet rend visite à la reine et aperçoit quelqu'un se déplaçant derrière un rideau. Hamlet le poignarde et le tue, pensant que c'est Claudius, mais c'est le père d'Ophelia, Polonius .
Claudius réalise qu'Hamlet avait l'intention de le tuer et envoie son neveu en Norvège avec deux compagnons pour voir Fortinbras. Claudius donne aux compagnons une lettre secrète ordonnant à Fortinbras de faire décapiter Hamlet. Celui-ci, cependant, découvre la note et la modifie habilement. Quand, finalement, Fortinbras lit la note et fait traîner les compagnons de voyage choqués de Hamlet pour être décapités, Hamlet sourit. Il raconte à Fortinbras les méfaits de Claudius et Fortinbras jure d'aider à usurper Claudius. Ophélie est devenue folle après la mort de son père et se noie, dévastant son frère Laerteset Horatio. Plus tard, Claudius boit joyeusement quand, à sa grande surprise, Hamlet apparaît. Hamlet encourage le roi et ses compagnons à continuer à boire, jusqu'à ce qu'ils soient dans un sommeil ivre. Hamlet met ensuite le feu à la pièce. Claudius se réveille et se bat avec Hamlet. Hamlet s'échappe et laisse Claudius et ses associés mourir. Lorsque Gertrude découvre ce qui s'est passé, elle conspire avec Laertes pour se venger. Elle met en place un duel entre les deux, et empoisonne à la fois l'épée de Laërte et une boisson destinée à Hamlet. Pendant le duel, la reine boit accidentellement la boisson empoisonnée. Elle appelle et Hamlet se retourne. Laertes poignarde Hamlet à la poitrine. Horatio va vers le prince et commence à déboutonner le haut de Hamlet, mais Hamlet l'arrête. Hamlet s'effondre dans les bras d'Horatio et meurt. Horatio, caressant Hamlet, réalise qu'Hamlet a des seins. "

## Fiche technique
- Titre original : Hamlet
- Pays de production :  République de Weimar
- Année : 1921
- Réalisation : Svend Gade et Heinz Schall
- Scénario : Erwin Gepard (manuscript), E. Vining (book)
- Histoire : William Shakespeare, d'après sa pièce éponyme
- Production : Asta Nielsen
- Société de production : Art-Film GmbH
- Société de distribution : Asta Films
- Direction artistique : Svend Gade et Siegfried Wroblewsky
- Musique : Giuseppe Becce
- Photographie : Curt Courant et Axel Graatkjær
- Costumes : Hugo Baruch et Leopold Verch
- Langue : allemand
- Format : Noir et blanc – 1,33:1 – 35 mm – Muet
- Genre : drame
- Durée : 131 minutes
- Dates de sortie : 
  - République de Weimar : 27 janvier 1921
  - États-Unis : 8 novembre 1921

## Distribution
- Asta Nielsen : Hamlet
- Paul Conradi : König Hamlet
- Mathilde Brandt : Königin Gertrude
- Eduard von Winterstein[1] : Claudius
- Heinz Stieda : Horatio
- Hans Junkermann : Polonius
- Anton De Verdier [2]: Laertes
- Lilly Jacobson[3] : Ophelia
- Fritz Achterberg : Fortinbras